# Noa Vahle
Noa Vahle (Huizen, 30 december 1999) is een Nederlands verslaggeefster. Ze is vooral bekend van haar rol in Vandaag Inside op SBS6. 

## Carrière
Vahle begon haar mediacarrière als junior producer bij BNNVARA. In 2021 kreeg ze een eigen sportrubriek in het door haar neef Johnny de Mol gepresenteerde programma HLF8. Tevens is zij sinds 2021 werkzaam als verslaggever bij de zender Veronica.
Vanaf september 2022 tot medio 2024 presenteerde Vahle op de zender Viaplay de uitzendingen rondom de hoofdklasse hockey (heren en dames). Tevens deed Vahle verslag van het WK in Qatar voor het SBS-programma De Oranjewinter, een spin-off van Vandaag Inside.
Op 12 oktober 2023 won Vahle op de 58e editie van het Gouden Televizier-Ring Gala de prijs voor Televizier-Ring Talent.
Op 31 december 2023 was Vahle als gast te zien in de Oudejaarsspecial van het televisieprogramma Ik hou van Holland. In 2024 deed ze samen met Merel Ek mee aan het televisieprogramma Het Jachtseizoen.
In de zomer van 2024 maakte ze de overstap naar Ziggo Sport, waar ze verslaggever werd bij de Europese voetbalwedstrijden. Datzelfde jaar was Vahle tevens te zien als een van de presentatoren van het SBS6-programma De beste wensen.

## Persoonlijk leven
Vahle is de dochter van regisseur Sander Vahle en presentatrice en actrice Linda de Mol.